# Jūlija Vansoviča
Jūlija Vansoviča (Riga, 24 de agosto de 1975) é uma ex-esgrimista letã que representou seu país nos Jogos olímpicos de verão de 2000, em Sydney disputando a modalidade espada individual.

## Carreira
Em 2000, Vansoviča qualificou-se para os Jogos olímpicos, tornando-se a primeiro atleta representante da Letônia numa prova olímpica de esgrima. Como a equipe nacional era incapaz de se qualificar, ela disputou apenas o evento individual. Após conquistar um bom resultado no apuramento, ela derrotou com facilidade a chilena Cáterine Bravo por 15-5, na primeira rodada. Na fase seguinte, Vansoviča surpreendeu ao derrotar a atual número 3 do ranking, a húngara Gyöngyi Szalay (15-13). Na terceira fase, voltou a enfrentar uma húngara, dessa vez a adversária foi Tímea Nagy, que acabou vencendo por 15-10. Vansoviča encerrou sua participação naqueles Jogos na décima sexta colocação geral.
Após a campanha olímpica, Vansoviča manteve uma campanha regular na Copa do Mundo. Sua melhor temporada foi 2003-04, quando conquistou três pódios, incluindo uma vitória no evento em Katowice e dois terceiros lugares em Londres e no Desafio Internacional de Saint-Maur. No entanto, apesar destes resultados, ela não qualificou-se para os Jogos olímpicos de Atenas, quatro anos depois, retornou-se a falhar no apuramento para Pequim, encerrando sua carreira em 2008.

### Nota
- Este artigo foi inicialmente traduzido, total ou parcialmente, do artigo da Wikipédia em francês cujo título é «Jūlija Vansoviča», especificamente desta versão.